# Sacas (tribu)

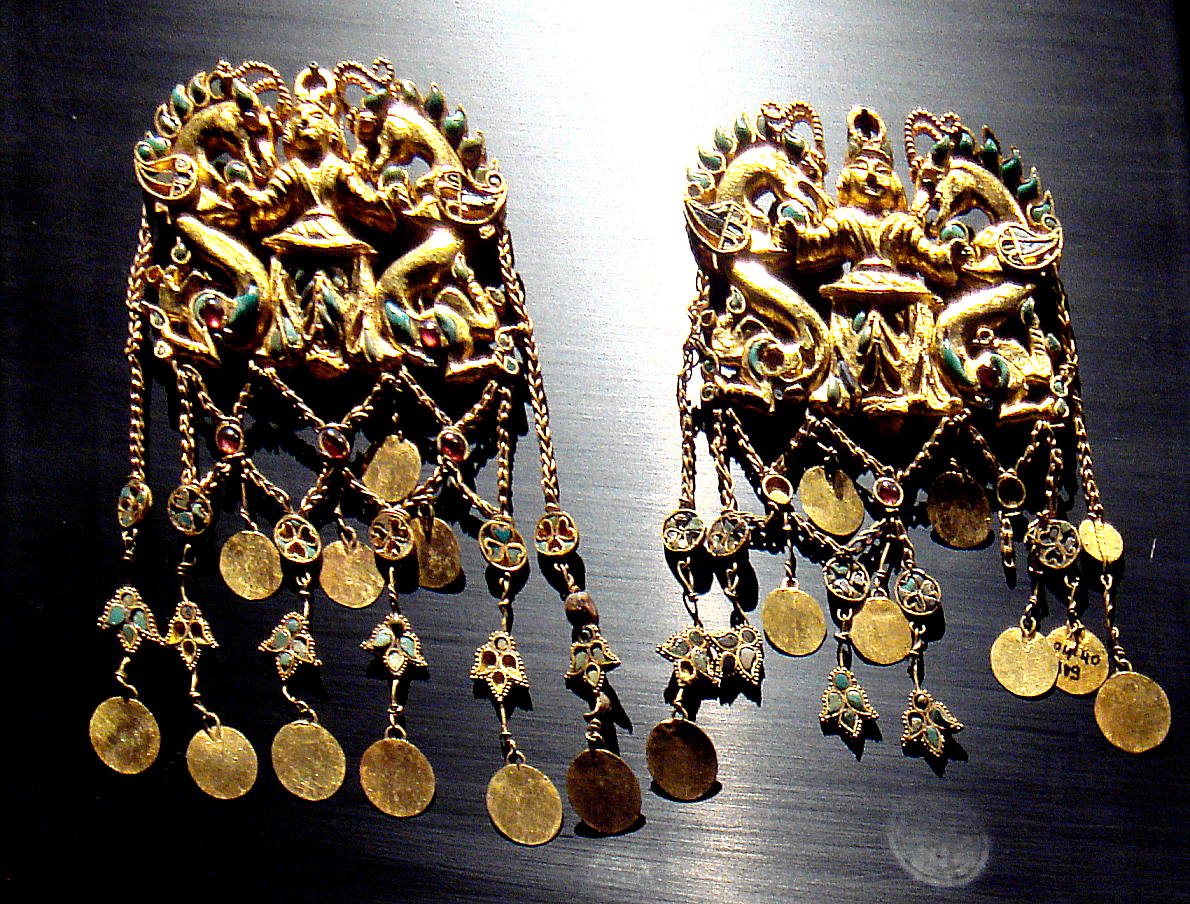
Artefactos de oro de los sacas en Bactria, en el sitio arqueológico de Tillia tepe.

Los sacas (del persa antiguo saka; en sánscrito: शाक Śāka; transcripto al griego como Σάκαι; y del griego al latín como Sacæ; en escritura china: 塞, pinyin: Sai; antiguo chino *Sək) fueron una tribu o grupo de tribus escitas o bien un grupo de tribus de origen iranio. Eran ganaderos trashumantes y guerreros nómadas de idioma indoeuropeo que vagaban por las estepas de los actuales Kazajistán, Uzbekistán, Tayikistán, Sinkiang, casi toda la llanura del Turán, Ucrania y zonas del extremo sur de Rusia.
Los textos antiguos griegos y latinos sugieren que el término sacas se refiere a tribus iranias de la región mucho más extensa de estepas que recorrían los escitas, ya que su territorio incluía partes de Europa oriental y Asia central.

## Historia

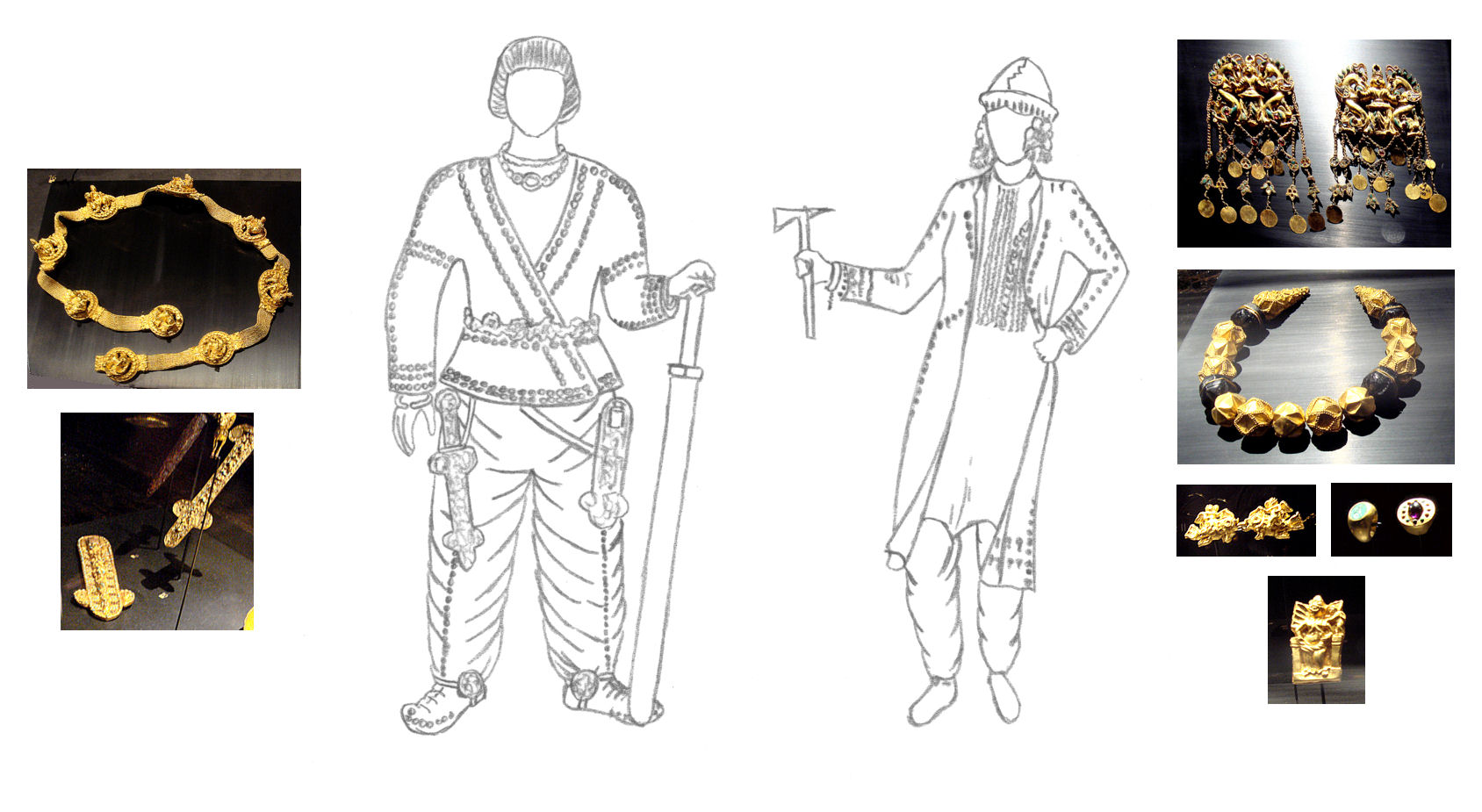
Artefactos encontrados en las tumbas 2 y 4 de Tillya Tepe y reconstitución de su uso en el hombre y la mujer encontrados en estas tumbas

### Orígenes
Los Sacas eran un grupo de pueblos iraníes que hablaban un idioma perteneciente a la rama iraní de los idiomas indoeuropeos. El historiador francés René Grousset escribió que formaron una rama particular de la familia escito-sármata que se originó en los pueblos nómadas iraníes de la estepa noroccidental de Eurasia. Al igual que los escitas de la estepa póntica, con quienes estaban relacionados, los saca eran racialmente europoides y, en última instancia, su origen se remonta a la cultura Andronovo. Los entierros de Pazyryk del Se cree que la cultura Pazyryk en la meseta de Ukok en los siglos IV y III a. C. es de los jefes Saca.  Estos entierros muestran sorprendentes similitudes con las momias Tarim anteriores en Gumugou. El Issyk kurgan del sureste de Kazajistán, y la cultura Ordos de la meseta de Ordos también se han relacionado con los Saca. Se ha sugerido que la élite gobernante de los Xiongnu era de origen Saca. Algunos eruditos sostienen que en el siglo VIII a. C., una incursión Saca en Altái puede estar "relacionada" con una incursión en la China Zhou.

### Historia temprana
Los Saca están atestiguados en registros históricos y arqueológicos que datan de alrededor del siglo VIII AC. En las inscripciones en persa antiguo de la era aqueménida encontradas en Persépolis, que datan del reinado de Darío I (r. 522-486 a. C.), se dice que los saca vivieron un poco más allá de las fronteras de Sogdia.  Asimismo, una inscripción fechada en el reinado de Jerjes I (r. 486–465 a. C.) los relaciona con el pueblo Dahae de Asia Central.
Dos tribus Saca nombradas en la Inscripción Behistun, Sacā tigraxaudā ("Saca con sombreros / gorras puntiagudas") y Sacā haumavargā (" haoma -beber saca"), pueden estar ubicadas al este del Mar Caspio. Algunos argumentaron que el Sacā haumavargā puede ser el Sacā para Sugdam, por lo tanto, Sacā haumavargā estaría ubicado más al este que el Sacā tigraxaudā. Algunos defendieron el Pamir o Xinjiang como su ubicación, aunque Jaxartesse considera que es su ubicación más probable dado que el nombre dice "más allá de Sogdiana" en lugar de Bactria.
El historiador griego contemporáneo Heródoto señaló que el Imperio aqueménida llamaba a todos los "escitas" por el nombre de "Saca".
I) Heródoto nombra a los sacas como contingentes de tropas de Jerjes, en la relación que hace sobre su armamento y defensa, describe: 
"... Los Sacas o Escitas cubrían la cabeza con unos sombreros a manera de gorro recto y puntiagudo, iban con largos zaragüelles, y llevaban unas ballestas nacionales, unas dagas y unas segures o sagares. Siendo estos Escitas Amirgios, llamábanlos Sacas porque los Persas dan este nombre a todos los Escitas. El general de estas dos naciones de Bactrios y Sacas (1) era Histaspes, hijo de Dario y de la princesa Atosa, hija de Ciro. (Herótoto, Historia VII, 64). [Nota] (1) De los Bactrianos la capital era Bactras, ahora Balk [¿Balj?], en la provincia de Manralmahar. Los Sacas eran Tártaros, quizá los Cazalgitas [¿cazajos?] de la gran Tartaria"
El pasaje de Heródoto lleva a la descripción de Hyrcania (mar Caspio) hecha por Estrabón, donde se dan datos quizá  relacionados con la etimología étnica de los sacas. Viene a decir el geógrafo-historiador: "... los antiguos escritores griegos llamaban a todas las naciones del norte con el nombre común de escitas y celtoscitas...”. (Estrabón, Geografía XI, cap. VI, 2 —p. 507—).
Del naturalista Plinio se resalta un fragmento legado por Marco Terencio Varrón: "... M. Varro refiere que a toda España llegaron Iberos, Persas, Fenicios, Celtas y Púnicos...". (Plinio, Naturalis historiae, lib. III, cap. I, 30-40).
Para intentar una sincronización entre todo lo expuesto, de estudiosos de historia y lexicografía se dan estas curiosas referencias (traductor en línea Google): sustantivo 'cuerno', traducido del persa شاخ 'shakh'; mismo sustantivo en tres diccionarios del inglés al persa, respectivamente: (inglés) 'horn' [cuerno] … [… caracteres árabes] 'shákh'. (Inglés) 'horn' [cuerno] ... 'shākh ...'karn'; 'horned' [con cuernos] … 'shākhdār'. Es decir los sacas o escitas, en persa, podrían tomar etimología en sus «yelmos puntiagudos» o en forma «de cuerno o cónica». 
Otra hipótesis se daría en la Galia y la etnia carnutos, de los que se daría también —aparte de la etimología latina—: (trad. Google español-árabe) 'cuerno' قرن 'qarn'; y en dos diccionarios del inglés al árabe: (inglés) 'horn' [cuerno] … [caracteres árabes] 'qarn'; 'horn' [cuerno] … 'karn'. Con quizá menos fundamento en la Hispania prerromana se localizaban los ceretanos, vecinos de ilergetes y no lejos de los indigetes de Ampurias, etnias estas últimas con posibles raíces geto-escitas; en este caso el griego nos da 'kératon' o 'cératon', κέρατον 'cuerno'. También en lenguaje eslavo, del que historiadores franceses del siglo XIX decían que derivaba del celtoescita —"... Gor  [Gor y Gorafe son topónimos actuales de Andalucía] en Slawon ou Celtoscythe moderne signifie montagne..." —,  'cuerno' se traduce mayoritariamente  (traductor en línea Google)  'rog', y dado que varios topónimos de geografía eslava moderna son nombrados Rogačica, Rogašca Slatina, Rogatec, Rogatica, Rogoznica, Rogoźno, no está de más añadirlos; si bien es cierto que no hay referencia alguna  al 'cuerno' y los derivan —al menos dos— de 'espadañas' y —otro— de un 'vértice montañoso'. Cierra el río Drin, el cual fluye por los Balcanes y al parecer deriva de la lengua iliria; en albanés el 'cuerno' se traduce 'bri'. (II)
De (I) a (II) datos del ensayo Vástagos de Hércules (pendiente de edición).
Los historiadores griegos escribieron sobre las guerras entre los saca y los  medos, así como sus guerras contra Ciro el Grande del Imperio persa aqueménida, donde se decía que las mujeres saca luchaban junto a sus hombres. Según Heródoto, Ciro el Grande se enfrentó a los Massagetae, un pueblo relacionado con los Saca, mientras realizaba una campaña al este del Mar Caspio y murió en la batalla en el 530 AC. Darío I también libró guerras contra los Sacas del este, que luchó contra él con tres ejércitos liderados por tres reyes según Polyaenus. En 520-519 AC., Darío I derrotó a la tribu Sacā tigraxaudā y capturó a su rey Iskunka (representado con un sombrero puntiagudo en Behistun). Los territorios Saca fueron absorbidos por el Imperio aqueménida como parte de Chorasmia que incluía gran parte de Amu Darya (Oxus) y Syr Darya (Jaxartes), y los Saca luego suministraron al ejército aqueménida un gran número de arqueros montados.  También fueron mencionados entre los que resistieron las incursiones de Alejandro el Grande en Asia Central.
Los Saca eran conocidos como Sak o Sai (chino :塞) en los registros chinos antiguos. Estos registros indican que originalmente habitaban los valles de los ríos Ili y Chu de la actual Kirguistán y Kazajistán. En el Libro de Han, el área se llamaba la "tierra del Sak", es decir, el Saca. La fecha exacta de la llegada de los Sacas a los valles de Ili y Chu en Asia Central no está clara, tal vez fue justo antes del reinado de Darío I. Alrededor de 30 tumbas Saka en forma de kurgans (túmulos funerarios) también se han encontrado en el área de Tian Shan datados entre 550-250 AC. También se han encontrado indicios de la presencia Saca en la región de la cuenca del Tarim, posiblemente ya en el siglo VII a. C. Al menos a finales del siglo II AC., los Sacas habían fundado estados en la cuenca del Tarim.

### Migraciones

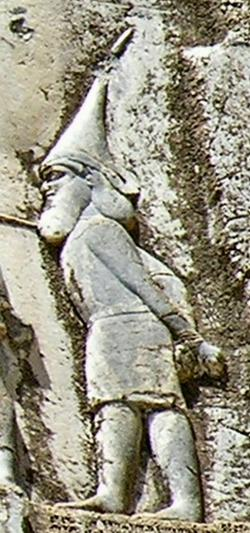
El rey saca Iskunka hecho prisionero, del monte Behistun, Irán, relieve de piedra aqueménida del reinado de Darío I (r. 522-486 AC.)

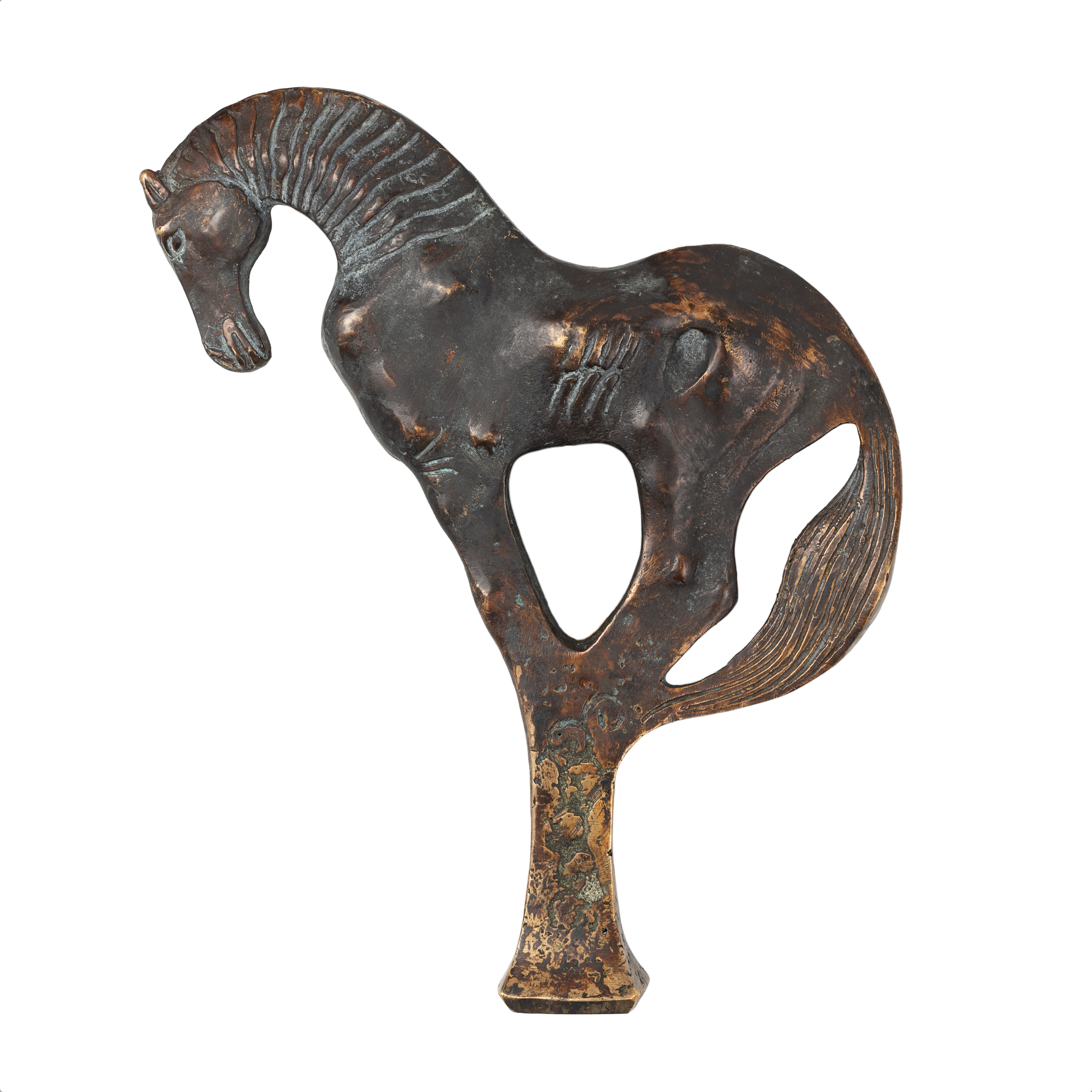
El Caballo Celestial es un remate ceremonial de bronce con un caballo de pie, creado por los sakas entre los siglos IV y I a. C.

Los saca fueron expulsados de los valles de los ríos Ili y Chu por los Yuezhi. Un relato del movimiento de estas personas se da en los Registros del Gran Historiador de Sima Qian. Los Yuehzhi, que originalmente vivían entre Tängri Tagh (Tian Shan) y Dunhuang de Gansu, China, fueron atacados y obligados a huir del Corredor Hexi de Gansu por las fuerzas del gobernante Xiongnu Modu Chanyu, que conquistó el área en 177-176 AC. A su vez, los Yuehzhi fueron responsables de atacar y empujar a los Sai ( es decir, Saka) hacia el oeste hacia Sogdiana, donde, entre 140 y 130 AC., este último cruzó el Syr Darya hacia Bactria. Los Saka también se trasladaron hacia el sur hacia el Pamir y el norte de la India, donde se establecieron en Cachemira, y hacia el este, para asentarse en algunos de los oasis-estados de los sitios de la cuenca del Tarim, como Yanqi (焉耆, Karasahr ) y Qiuci (龜茲, Kucha ). Los Yuehzhi, ellos mismos bajo los ataques de otra tribu nómada, los Wusun, en 133-132 aC, se trasladaron, nuevamente, desde los valles de Ili y Chu, y ocuparon el país de Daxia , (大 夏, "Bactria ").

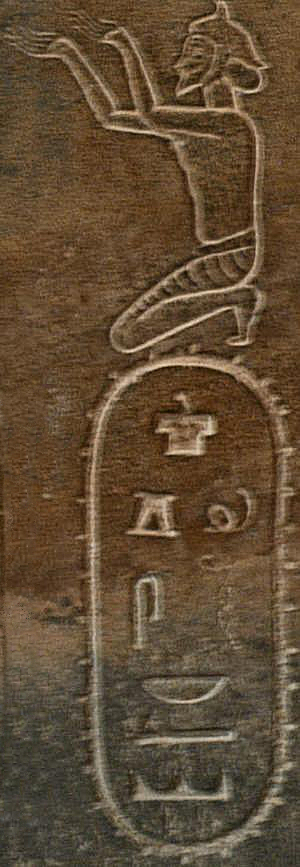
Los sacas como súbditos del Imperio aqueménida en la estatua de Darío I, alrededor del 500 AC.

El antiguo geógrafo grecorromano Estrabón señaló que las cuatro tribus que derrotaron a los bactrianos en el relato griego y romano, los Asioi, Pasianoi, Tokharoi y Sakaraulai, procedían de la tierra al norte del Syr Darya, donde se encuentran los valles Ili y Chu. La identificación de estas cuatro tribus varía, pero Sakaraulai puede indicar una antigua tribu Saca, los Tokharoi son posiblemente los Yuezhi, y aunque se ha propuesto que los Asioi son grupos como los Wusun o los Alans.
René Grousset escribió sobre la migración de los saka: "Los Saca, bajo la presión de Yueh-chih [Yuezhi], invadieron Sogdiana y luego Bactria, tomando el lugar de los griegos". Luego, "empujados hacia el sur por el Yueh-chih", los saka ocuparon "el país Saka, Sakastana, de donde proviene el moderno Seistan persa". Algunos de los Saka que huían del Yuezhi atacaron el Imperio parto , donde derrotaron y mataron a los reyes Phraates II y Artabanus. Estos Sakas fueron finalmente asentados por Mithridates II en lo que se conoce como Sakastan. Según Harold Walter Bailey, el territorio de Drangiana (ahora en Afganistán y Pakistán) se conoció como "Tierra de los Sakas", y se llamó Sakastāna en el idioma persa del Irán contemporáneo, en armenio como Sakastan, con equivalentes similares en pahlavi, griego, sogdiano, siríaco , Árabe y la lengua persa media utilizada en Turfan, Xinjiang, China. Esto está atestiguado en una inscripción Kharosthi contemporánea encontrada en la capital del león Mathura perteneciente al reino Saka de los indo-escitas (200 a. C. - 400 AC.) en el norte de la India, aproximadamente al mismo tiempo que el registro chino que el Saka había invadido y asentado el país deJibin罽 賓 (es decir, Cachemira, de la actual India y Pakistán).
Iaroslav Lebedynsky y Victor H. Mair especulan que algunos Sakas también pueden haber emigrado al área de Yunnan en el sur de China luego de su expulsión por los Yuezhi. Las excavaciones del arte prehistórico del Reino Dian de Yunnan han revelado escenas de caza de jinetes causoides vestidos con ropa de Asia Central. Las escenas representadas en estos tambores representan a veces a estos jinetes practicando la caza. Las escenas de animales en las que los felinos atacan a los bueyes también recuerdan en ocasiones al arte escita tanto en el tema como en la composición.
Las migraciones de los siglos II y I a. C. han dejado rastros en Sogdia y Bactria, pero no pueden atribuirse firmemente a los Saka, al igual que los sitios de Sirkap y Taxila en la antigua India. Las ricas tumbas de Tillya Tepe en Afganistán se consideran parte de una población afectada por los saka.
El clan Shakya de la India, al que pertenecía Gautama Buddha , llamado Śākyamuni "Sabio de los Shakyas", también eran probablemente Sakas, como lo han demostrado Michael Witzel y Christopher I. Beckwith.

### Indo-escitas

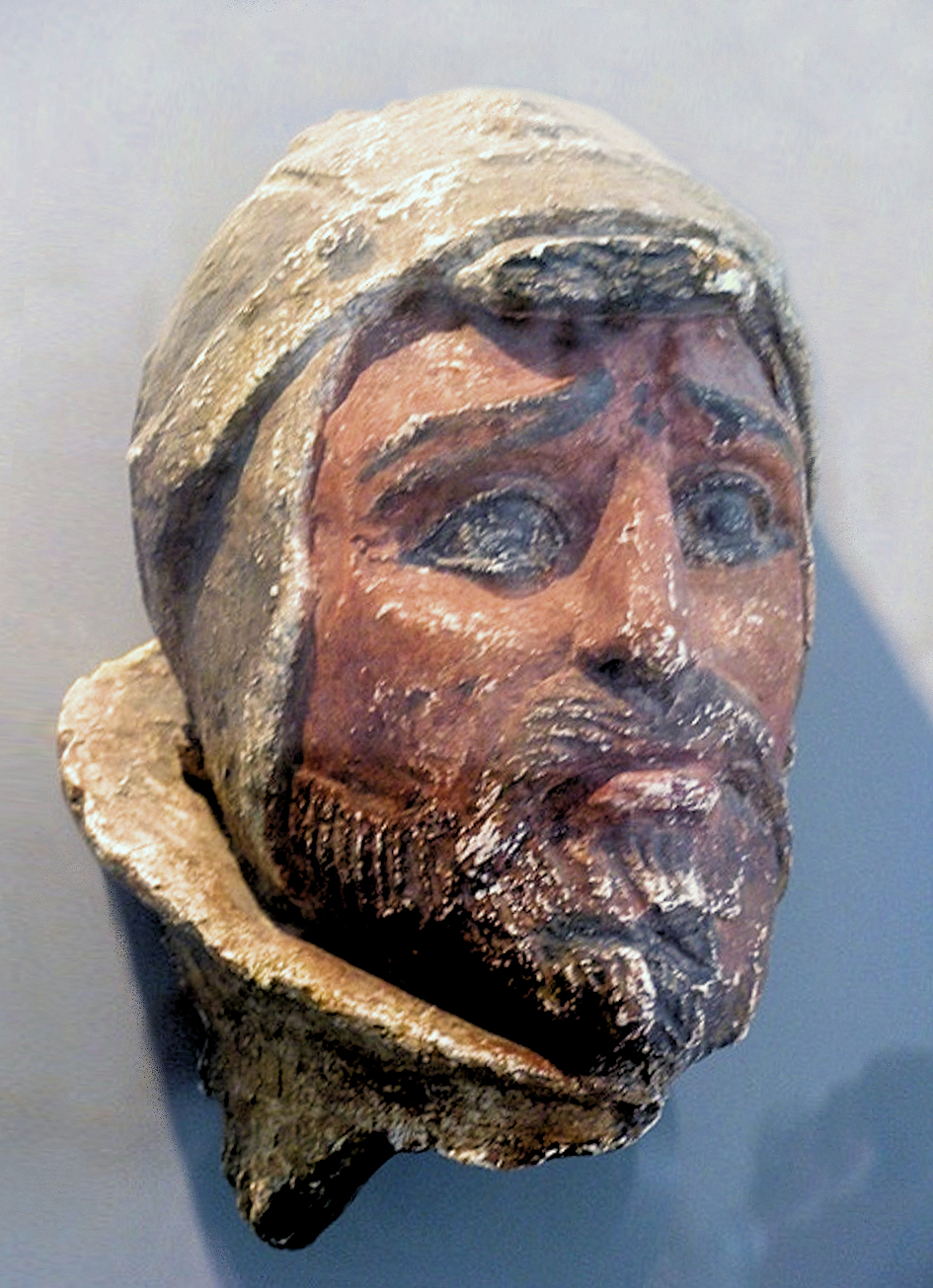
Cabeza de un guerrero Saca, como enemigo derrotado de los Yuezhi, de Khalchayan, norte de Bactria, siglo I AC..

La región del actual Afganistán e Irán donde se trasladaron los Saka se conoció como "tierra de los Saca" o Sacastan. Esto está atestiguado en una inscripción Kharosthi contemporánea encontrada en la capital del león Mathura perteneciente al reino Saka de los indo-escitas (200 a. C. - 400 d. C.) en el norte de la India, aproximadamente al mismo tiempo que el registro chino que el Saka había invadido y asentado el país de Jibin罽 賓 (es decir, Cachemira, de la actual India y Pakistán). En el idioma persa del Irán contemporáneo, el territorio de Drangiana se llamaba Sakastāna, en armenio como Sakastan, con equivalentes similares en Pahlavi, griego, sogdiano, siríaco, árabe y la lengua persa media utilizada en Turfan, Xinjiang, China. Los Sacas también capturaron Gandhara y Taxila y emigraron al norte de la India. El rey indoescita más famoso fue Maues. Se estableció un reino indo-escitas en Mathura (200 a. C. - 400 d. C.). Weer Rajendra Rishi, un lingüista indio, identificó afinidades lingüísticas entre las lenguas indias y de Asia central, lo que da aún más crédito a la posibilidad de la influencia histórica de Sakan en el norte de la India. Según el historiador Michael Mitchiner, la tribu Abhira era un pueblo Saka citado en la inscripción de Gunda del Satrap occidental Rudrasimha I datado en 181 d. C.